# Технобанк
ОАО «Технобанк» (бел. ААТ Тэхнабанк) — один из крупнейших банков Беларуси с частным белорусским капиталом. Относится ко II группе системно значимых банков. Основан в 1994 году. Является универсальным банком: обеспечивает комплексное обслуживание и представляет финансовые интересы всех категорий клиентов.

## История и деятельность
ОАО «Технобанк» образован 5 августа 1994 года.
В 2003 году к структуре банка присоединился ЗАО «Торгово-промышленный банк».
С 2006 года Технобанк первым в Беларуси начал принимать к оплате чеки Tax Free систем Global Blue и Tax Free Premier. Становится единственным полноценным гарантом электронных денег системы WebMoney Transfer.
В 2010 к ОАО «Технобанк» был присоединён ОАО «Белорусский индустриальный банк».
В 2013 году получена лицензия на осуществление инкассаторской деятельности.
В 2018 году территориальная сеть отделений банка насчитывает 26 отделений во всех областных городах Беларуси. Банк оказывает услуги предприятиям малого, среднего и крупного бизнеса, розничным клиентам. В клиентском реестре ОАО «Технобанк» представители направлений бизнеса, промышленности, сферы услуг.
Tax Free и WebMoney Transfer
В 2006 году Технобанк начал проводить выплаты по чекам Tax Free. На данный момент в банке можно получить выплаты по чекам Tax Free следующих систем: Global Blue, Tax Free Premier, Tax Free Worldwide, Tax Card, Litofolija, Innova Tax Free. При сотрудничестве с системой Global Blue банком выпущена на рынок платёжная карточка, с функцией экспресс оформления чеков Tax Free Global Card.
Технобанк является гарантом электронных денег WMB, номинированных в белорусских рублях, и оказывает полный набор услуг предусмотренных системой расчётов WebMoney Transfer для частных лиц и бизнес-клиентов.
Основные виды деятельности банка:
- Кредитование юридических и физических лиц
- Привлечение во вклады (депозиты) средств юридических и физических лиц
- Операции с ценными бумагами
- Расчётно-кассовое обслуживание клиентов
- Лизинговые операции
- Операции по выдаче гарантий и поручительств
- Операции по поручению банков-корреспондентов
- Депозитарная деятельность по ценным бумагам
- Международные денежные переводы (Юнистрим, MoneyGram, Western Union, Contact, Золотая Корона)
- Валютно-обменные операции.

ОАО «Технобанк» имеет статус профессионального участника рынка ценных бумаг, выступает в роли первичного инвестора на аукционах по размещению государственных краткосрочных облигаций (ГКО) и облигаций Национального банка Республики Беларусь (КО).
Банком эмитируются и обслуживаются карточки платёжных систем Visa International, БЕЛКАРТ и Masterсard. Международные расчёты осуществляются с использованием системы SWIFT.
При участии банка в Минске построены торговые комплексы «Зеркало» и «Паркинг». С 2008 по 2018 годы Банк инвестировал строительство торговых центров «Немига 3», «Монетка», «Силуэт», «Секрет» (г. Гомель). В 2017-2018 годах выступил инвестором торгового-развлекательного комплекса «GREEN CITY» (г. Минск).
11 октября 2018 года умер Михалевич Дмитрий Леонидович, председатель Правления Технобанка с 2008 года.
По состоянию активов в 2019 году Технобанк занял 12-ю позицию на рынке банковских услуг Республики Беларусь.

## Награды и премии
2011 год
- Коммерцбанк присудил ОАО «Технобанк»[13] награду STP Award 2011 Excellent Quality за достижение высокого качества оформления платежей в евро, исполненных через корреспондентский счет «Ностро», открытый в немецком банке.

2012
- ОАО «Технобанк» удостоен второго места[14] в номинации «Приз зрительских симпатий» в рамках первой ежегодной премии в сфере банковских услуг и технологий «Банк года Беларуси 2012».
- По итогам ежегодной премии в сфере банковских услуг и технологий «Банк года Беларуси», Потребительский кредит ОАО «Технобанк» признан одним из самых выгодных.

2013
- Коммерцбанк вручил ОАО «Технобанк» награду STP Award 2013 Excellent Quality[13] за отличную работу в области международных расчетов.
- ОАО «Технобанк» одержал победу[15] в номинации «Лучший кредитный продукт» ежегодной премии в сфере банковских услуг и технологий «Банк года — 2013».

2014
- Банку вручена награда STP Award 2014 Excellent Quality[13] за отличную работу в сфере международных платежей и высокое качество их проведения в 2014 году.

2016
- Лучшим сберегательным продуктом признана[16] карточка Технобанка «ТАЛАКА» по итогам конкурса платежной системы БЕЛКАРТ.
- Победитель[17] в номинации «Интернет-ресурс банковско-кредитных учреждений» в конкурсе "Интернет-премия «ТИБО-2016».
- Награды проекта «Потребительский опыт-2016» от интернет-портала Infobank.by[18]: «Денежный перевод. Депозит. Платёжные карточки»; «Самый карточный Банк — 2016»; «Мобильный банк для Android»; «Лучший инфокиоск»; «Лучший банкомат»).
- Самый успешный кредитор Белоруссии 2016 года по результатам премии[19] «Банк года — 2016».

2017
- Победитель первого международного конкурса "SUPER-MANAGER-2017 организованного платежной системой Contact.
- Призовое место[20] в отраслевой номинации «Финансы» конкурса «Работодатель года — 2017».
- Банк стал обладателем почетного диплома[13] от платежной системы Visa «За эффективное продвижение продукта для путешественника Global Card».

2018
- Банк награждён в рамках проекта «Потребительский опыт-2017» от интернет-портала Infobank.by[21]: «Потребительский опыт — 2017. Премиальные карты»; «Народный рейтинг — 2017»; «Лучший банк для малого и среднего бизнеса»; «Лучший инфокиоск».

#### 2019
- По итогам 2019 года компетенции Технобанка подтверждены почетным 3-м местом в номинациях «Лучший банк среди малых», «Инновационный банк. Продукты» за внедрение инвестиционной платформы "ТехноИнвест" расширив тем самым возможности трейдинга на финансовых рынках.[22]